# 望海街道 (鲅鱼圈区)
望海街道，是中华人民共和国辽宁省营口市鲅鱼圈区下辖的一个乡镇级行政单位。

## 行政区划
望海街道下辖以下地区：
小董屯村、芹菜洼村、望海农业村和望海渔业村。